# Vipolže
Vipolže – wieś w Słowenii, w gminie Brda. W 2018 roku liczyła 426 mieszkańców.